# Bernhard Paus

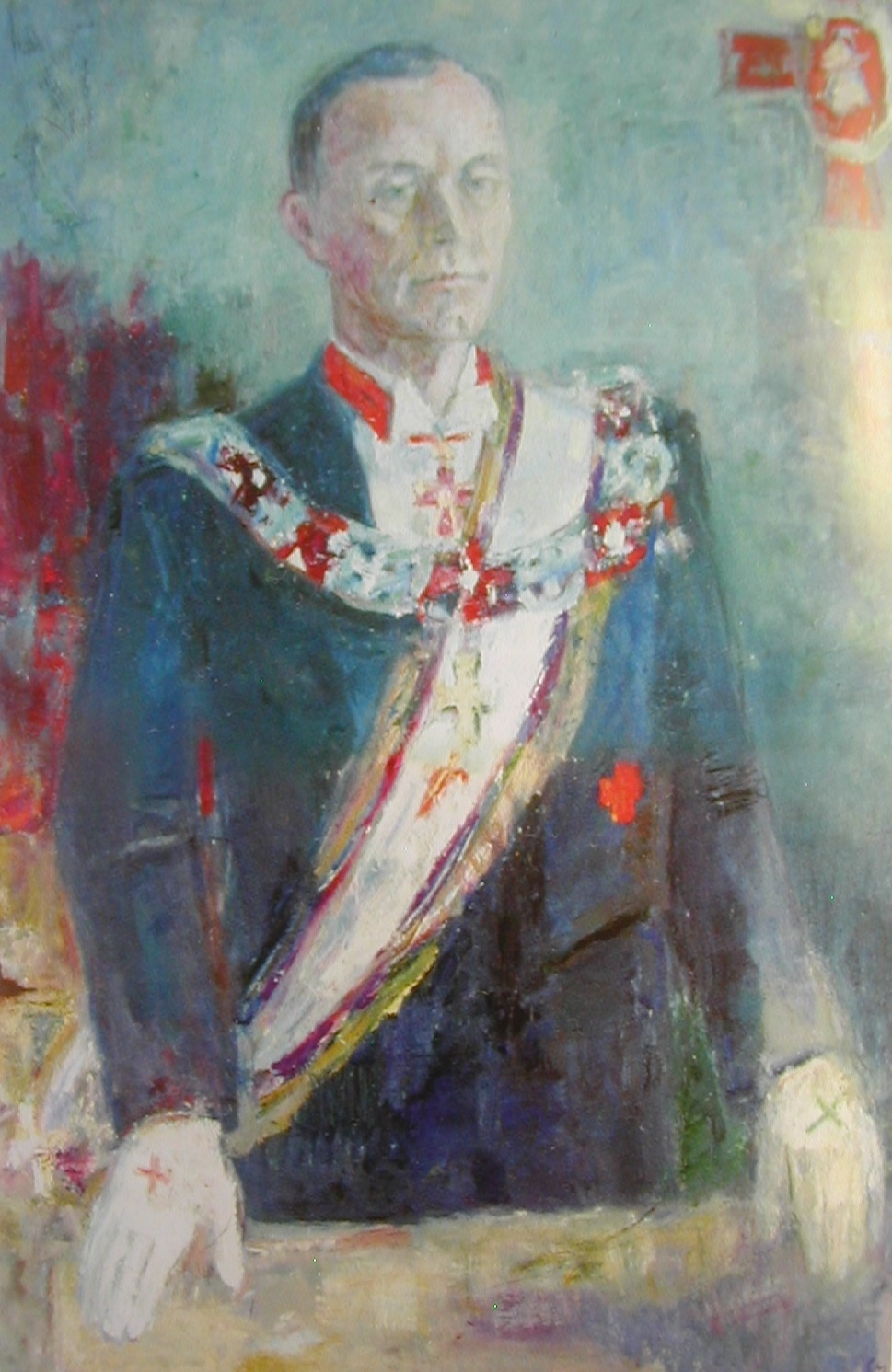
Bernhard Paus als Großmeister des Norwegischen Freimaurerordens

Bernhard Cathrinus Paus (* 9. November 1910 in Christiania; † 9. Februar 1999 in Agadir) (Aussprache [bæɳhaɖ pæʉs]) war ein norwegischer Chirurg, Oberstleutnant und Großmeister des Norwegischen Freimaurerordens von 1969 bis 1990. Er war Chefchirurg des Norwegian Mobile Army Surgical Hospital (NORMASH) während des Koreakrieges, Chefarzt des Norwegischen Sanitätswesens von 1951 bis 1958, Präsident des Norwegischen Militärmedizinischen Vereins und Direktor des privaten Martina-Hansen-Krankenhauses in Bærum von 1964 bis 1980.
Er war Sohn des Chirurgen Nikolai Nissen Paus und gehörte der Familie Paus an.
Seine Frau Brita Collett Paus engagierte sich in Norwegen karitativ und Tochter Lucie Paus Falck ist Politikerin.

## Ehrungen (Auswahl)
- Ritter des Ordens Karls XIII.
- Ritter 1. Klasse des Sankt-Olav-Ordens (1980)
- Ehrenzeichen des Norwegischen Roten Kreuzes (1940)
- Finnischer Orden des Freiheitskreuzes mit Schwertern (1940)
- Wasaorden (1942)
- Medaille der Vereinten Nationen
- Order of Diplomatic Service Merit
- Ehrenmitglied des Norwegischen Freimaurerordens